# Caesarisme

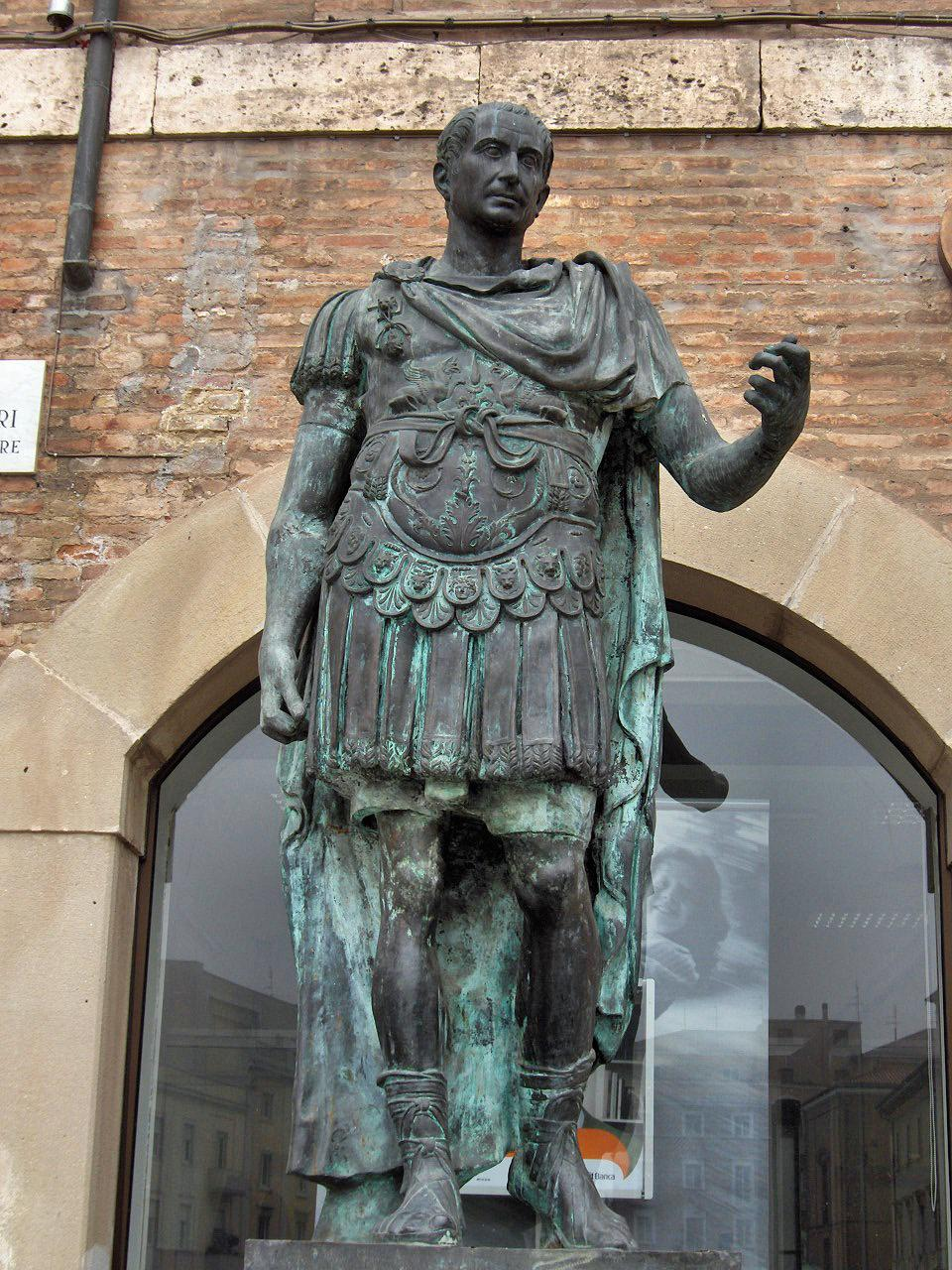
Standbeeld van Julius Caesar in Rimini, Italië

Het caesarisme is een politieke filosofie die verwijst naar Julius Caesar. Het woord is in verschillende betekenissen gebruikt, zowel door voorstanders als door tegenstanders. Positief uitgedrukt hebben Caesar en zijn opvolger Augustus na de chaos en de burgeroorlogen in de late republiek de orde en de rust in het Romeinse Rijk voor lange tijd doen terugkeren, de Pax Romana. Beiden waren zo belangrijk dat de maanden juli en augustus naar hen vernoemd zijn . Negatief bekeken waren deze mannen degenen die van de chaos en de angst, die zij mee veroorzaakten, gebruik maakten om een sterk regime te installeren. Caesar was degene die de omvorming inzette van een vijf eeuwen bestaande (aristocratische) republiek naar een alleenheerschappij; de woorden keizer en tsaar komen ook voort van zijn naam.
De vergelijking wordt gemaakt met Napoleon Bonaparte en het woord bonapartisme wordt dan ook vaak in een gelijkaardige betekenis gebruikt.

## Geschiedenis van de term
Het eerste gedocumenteerde gebruik van het woord was in 1846 door de Duitse historicus Johann Friedrich Böhmer, die het gebruikte om de onderwerping van de Kerk aan de Staat te beschrijven.
Socioloog Max Weber geloofde dat elke massademocratie in caesarisme kon uitmonden vanwege het plebeïsche karakter en mogelijk misprijzen voor het parlement, onbegrip voor autonome machten binnen het bestuur en voor onafhankelijke politieke geesten.